# Saint-Pargoire
Saint-Pargoire település Franciaországban, Hérault megyében. Lakosainak száma 2438 fő (2022. január 1.). Saint-Pargoire Aumelas, Bélarga, Campagnan, Paulhan, Plaissan, Saint-Pons-de-Mauchiens, Usclas-d’Hérault és Villeveyrac községekkel határos.

## Népesség
A település népessége az elmúlt években az alábbi módon változott:
| Lakosok száma | 1482 | 1209 | 1252 | 1738 | 2192 | 2241 | 2276 | 2329 | 2356 | 2438 |
|               | 1968 | 1982 | 1990 | 2006 | 2013 | 2015 | 2017 | 2019 | 2020 | 2022 |